# تيم سميتشك
تيم سميتشك (بالإنجليزية: Tim Smyczek)‏ مواليد 30 ديسمبر 1987 في ميلواكي، ويسكنسن، ويسكونسن، الولايات المتحدة. هو لاعب كرة مضرب أمريكي. بدأ مسيرته الاحترافية في سنة 2006.

## روابط خارجية
- تيم سميتشك على موقع رابطة محترفي التنس (الإنجليزية)
- تيم سميتشك على موقع الاتحاد الدولي لكرة المضرب (الإنجليزية)
- تيم سميتشك على موقع خلاصة التنس.كوم (الإنجليزية)
- تيم سميتشك على موقع إي إس بي إن.كوم (الإنجليزية)